# Fimbristylis pustulosa
Fimbristylis pustulosa är en halvgräsart som beskrevs av Ethirajalu Govindarajalu. Fimbristylis pustulosa ingår i släktet Fimbristylis och familjen halvgräs. Inga underarter finns listade i Catalogue of Life.